# Legge di Grosch
La legge di Grosch è una legge empirica proposta da Herb Grosch nel 1965.
(Herb Grosch)
Questa legge collega le prestazioni delle applicazioni a quelle del computer. La legge asserisce che avere computer più veloci permette elaborazioni più economiche e, quindi, rende questi computer convenienti.
Questa legge è molto dibattuta. Paul Strassmann, nel suo libro The Squandered Computer, asserisce che la legge di Grosch è stata totalmente confutata e che serve a ricordare che la storia dell'informatica è piena di leggi empiriche errate. Grosch stesso affermò che la legge aveva molto più senso negli anni sessanta e settanta che attualmente. Originariamente era prevista per valutare il prezzo dei servizi informatici. Grosch, inoltre, spiegò che la sua legge aveva senso quando il personale e l'installazione dei sistemi aveva un costo ridotto paragonato al costo delle attrezzature, mentre attualmente il costo del personale e dell'installazione è quasi sempre superiore al costo dei sistemi informatici.